# 8204 Takabatake
8204 Takabatake è un asteroide della fascia principale. Scoperto nel 1994, presenta un'orbita caratterizzata da un semiasse maggiore pari a 3,0961581 UA e da un'eccentricità di 0,1151245, inclinata di 2,41946° rispetto all'eclittica.